# 야다
야다는 한국의 록 그룹이다. 대표곡으로는 1집 《이미 슬픈 사랑》, 2집 《사랑이슬픔에게》, 《진혼》, 3집 《미안해》, 《슬픈다짐》등이 있다.
특히 《이미 슬픈사랑》은 현재까지도 많은 팬들과 스타들이 사랑하는 대표적인 곡이기도 하다. 1999년에 데뷔하여 3집까지 앨범을 낸 후, 2004년에 해체되었다. 전인혁은 야다 해체 후에 오랜 시간 음악적 교류를 나눠온 고유진과 그룹 플라워를 재결성해 기타리스트로 활동하기도 했다.

## 발매 앨범
- 1집 - 《Wear to Healing YADA》 (1999년)
- 2집 - 《Restructure》 (2000년)
- 3집 - 《Aquamarine》 (2003년)

### 해체 이후
- 《Special Story YADA》 (2006년)